# Ophion annulatus
Ophion annulatus är en stekelart som beskrevs av Théobald 1937. Ophion annulatus ingår i släktet Ophion och familjen brokparasitsteklar. Inga underarter finns listade i Catalogue of Life.